# IBM System/23 Datamaster
L'IBM System/23 Datamaster è un personal computer dell'IBM annunciato nel luglio 1981 e commercializzato fino al 1985. In particolare, tra i modelli di personal computer IBM commercializzati, è, in ordine cronologico, il quarto. Suo diretto predecessore è stato l'IBM 5120 Computing System. Mentre suo diretto successore è stato l'IBM Personal Computer.
Tra i modelli di personal computer IBM commercializzati, l'IBM System/23 Datamaster ha due primati: è, in ordine cronologico, il primo ad avere come CPU un microprocessore monolitico e il primo ad avere una CPU non IBM.

## Descrizione
Per quanto riguarda la tecnologia costruttiva di base e il funzionamento di base, l'IBM System/23 Datamaster è un computer elettronico digitale basato sull'architettura di von Neumann. Per quanto riguarda invece il suo aspetto esteriore, è un computer desktop all-in-one. In particolare di base (cioè senza accessori opzionali) l'hardware del computer è costituito unicamente dall'unità centrale IBM 5322 e da una periferica esterna: una stampante dot-matrix dell'IBM in grado di offrire una velocità di stampa di 80 o 160 cps (a seconda del modello di stampante compreso nella configurazione di vendita dell'IBM System/23 Datamaster).
Come interfaccia utente di input, di serie il computer è dotato di tastiera alfanumerica QWERTY a 83 tasti con tastierina numerica. Mentre come interfaccia utente di output, di serie il computer è dotato, oltre che di stampante, anche di display CRT monocromatico a fosfori verdi da 12 pollici. Sia la tastiera alfanumerica che il display CRT sono incorporati nell'unità centrale. Anche l'alimentatore elettrico che fa funzionare l'unità centrale è incorporato nell'unità centrale.
Come CPU l'IBM System/23 Datamaster ha il microprocessore monolitico general purpose Intel 8085 funzionante con una frequenza di clock di 6,14 MHz (3,07 MHz).
Di serie l'IBM System/23 Datamaster ha una memoria primaria ad accesso casuale, in parte a sola lettura, in parte a lettura e scrittura. La memoria a sola lettura è non volatile, mentre la memoria a lettura e scrittura è volatile. Nella memoria a sola lettura, che ha una capacità di 112 kB / 128 kB, è memorizzato il sistema operativo e l'interprete per il linguaggio di programmazione BASIC. La memoria volatile invece di base ha una capacità di 32, 64, 96 o 128 kB (a seconda della configurazione di vendita dell'IBM System/23 Datamaster). Capacità che, nei primi tre casi, è possibile incrementare fino a 128 kB con tagli da 32 kB.
Di serie l'IBM 5120 può utilizzare anche memoria di massa a lettura e scrittura. A tale scopo nell'unità centrale sono inoltre incorporati due drive per floppy disk da 8 pollici DS/DD. Su ognuno di essi è possibile memorizzare fino a 1,2 MB.